# J. Michael Straczynski
Joseph Michael Straczynski (n. 17 iulie, 1954), cunoscut pe plan profesional drept J. Michael Straczynski și neoficial drept Joe Straczynski sau jms, este un scriitor și producător american care lucrează în mai multe domenii media. Printre creațiile sale se numără seriale de televiziune, romane, povestiri, piese radiofonice sau volume de benzi desenate. Straczynski este creatorul, producătorul executiv și principalul scenarist al serialului science-fiction Babylon 5, respectiv al spin-offului acestuia, Crusade și al serialului Jeremiah.
Straczynski a scris 92 din cele 110 episoade ale serialului Babylon 5, inclusiv un șir de 59 de episoade consecutive de-a lungul celui de-al treilea și celui de-al patrulea sezon și toate episoadele celui de-al cincilea sezon în afară de unul singur. Este de asemenea și autorul scenariilor celor 4 filme de televiziune Babylon 5.
În ultimii ani,Straczynski a devenit un scenarist de film de primă mărime, lucrând cu staruri de film și regizori precum Clint Eastwood, Ron Howard, frații Wachowski, Angelina Jolie, Tom Hanks, John Malkovich, Joel Silver, Wolfgang Peterson, Paul Greengrass și Brad Pitt.
Straczynski a fost un participant pe primele rețele de computere precum Usenet, interacționând cu fanii pe diferite forumuri online, fiind adesea considerat primul producător de seriale care a interacționat cu fanii pe internet.
Este absolvent al San Diego State University (SDSU) iar în prezent locuiește în Los Angeles, California.